# Ángel García de Diego
Ángel García de Diego (Fresnillo de las Dueñas (Burgos), 30 de mayo de 1930 - Ídem, 23 de abril de 2023) fue un pintor español y copista oficial en el Museo Nacional del Prado desde los años 80. Pintó más de 200 lienzos de las principales obras del Museo del Prado, copias de Goya, Rubens, El Bosco, Velázquez, Rafael, El Greco o Renoir. Realizó exposiciones en ciudades como Madrid, Miami, Buenos Aires, Milán, Ámsterdam y Londres, y peticiones para países como China, Japón, Brasil o Estados Unidos.

## Biografía
Nació en Fresnillo de las Dueñas (Burgos) en 1930. Fue en Madrid donde estudió Artes Aplicadas, aunque posteriormente opositó y fue Jefe contable de la Dirección General de Carreteras. No fue hasta los años 80 cuando fue admitido para trabajar como copista en el Museo del Prado. Ha tenido encargos de China, Japón, Brasil o Estados Unidos. Considerado ya a finales de los años 90 como uno de los mejores copistas del país, esto le produjo algún enfrentamiento con su paisano Vela Zanetti.

### Exposiciones
Durante sus 30 años de carrera ha realizado exposiciones en ciudades como Madrid, Miami, Buenos Aires, Milán, Ámsterdam y Londres.